# Abisai Shiningayamwe
Abisai Ndeshipanda „Zico“ Shiningayamwe (* 3. August 1978, 16. Mai 1982 oder 1984/1985 in Walvis Bay, Südwestafrika) ist ein ehemaliger namibischer Fußballtorhüter. Er begann seine Karriere 2005 beim Blue Waters FC in der heimischen Liga. 2006 zog es ihn zum Ligakonkurrenten Civics FC, mit denen er namibischer Fußballmeister wurde. Shiningayamwe ging noch im gleichen Jahr zum südafrikanischen Erstligisten Jomo Cosmos, wo er bis 2013 unter Vertrag war. Zum Karriereabschluss kehrte er nach Namibia zu den Orlando Pirates zurück.
Shiningayamwe war Spieler der namibischen Nationalmannschaft. Mit dieser nahm Shiningayamwe an der Fußball-Afrikameisterschaft 2008 in Ghana teil.